# Globo de Betanzos
Se conoce como Globo de Betanzos al aerostato de papel, no tripulado, que se lanza en la ciudad española de Betanzos la noche del 16 al 17  de agosto de cada año, en honor a San Roque, patrón de la ciudad.

## Historia
La tradición de lanzar globos de papel en Betanzos tiene más de dos siglos de historia. El primer aerostato del que se tiene noticia se elevó el 29 de mayo de 1814, para conmemorar la onomástica del rey Fernando VII, que había retornado a España pocos días antes. Desde entonces, existe constancia de la suelta de globos en acontecimientos señalados, tales como la promulgación de la Constitución española de 1837 o el matrimonio de Isabel II con Francisco de Asís.
Paralelamente, y aunque se desconocen con precisión los años y la continuidad, el Ayuntamiento comenzó a incluir la elevación de uno o más globos en el programa de las fiestas patronales en honor de san Roque. Así, consta la construcción de aerostatos con este fin en años como 1834, 1840, 1863 o 1865, realizados por artesanos como Manuel Ramos Casal o Juan Contas. Entre 1868 y 1871, el globo fue confeccionado por Luis Abella, que también se encargó de realizar el de 1876, mientras que el de 1872 corrió a cargo de Antonio Pedreira. Sin embargo, si un nombre aparece ligado al del Globo de Betanzos es el de Claudino Pita Pandelo, que realizó el globo en 1875 y de 1877 en adelante: a él corresponde el actual diseño, que año tras año continúan recreando sus descendientes hasta la actualidad, con los únicos paréntesis de la guerra civil española y de la pandemia de COVID-19.

## Características
El Globo de Betanzos se realiza artesanalmente y, en su práctica totalidad, con materiales tradicionales: los dieciséis cuarterones que lo conforman son de papel de estraza, pegado con engrudo de harina de centeno y reforzado con cinta de algodón, y están ilustrados con viñetas humorísticas realizadas por artistas locales. Tiene una altura máxima de 25 metros, un diámetro máximo de 16 y una circunferencia máxima de algo más de 50 metros. Pesa (en vacío) unos 150 kilogramos, y es capaz de albergar hasta 2.300 m³ de aire, que se calienta mediante la quema de "pachuzos" (manojos de paja) y "chorizos" (bloques de papel apretado) impregnados en aceite. Es considerado el globo de papel más grande del mundo.
El globo sale la noche del 16 al 17 de agosto, pero horas antes en la celebración de la Función del Voto los descendientes de don Claudino ofrecen a San Roque, patrono de la ciudad, papel, cuerda y paja en representación del aerostato. El Globo se lanza desde la Plaza del Campo (oficialmente, Plaza de los Hermanos García Naveira) de Betanzos, empleando el campanario de la iglesia de Santo Domingo como plataforma para sustentarlo durante el inflado. Al espectáculo, que dura algo más de media hora, asisten cada año decenas de miles de espectadores.